# Karl Hirsch (Mediziner)
Karl Hirsch (* 2. April 1870 in Oppenheim; † 28. Dezember 1930 in Bonn) war ein deutscher Internist und Hochschullehrer.

## Leben
Als Sohn eines praktischen Arztes in Oppenheim studierte Hirsch an der Hessischen Ludwigs-Universität, der Universität Jena und der Ruprecht-Karls-Universität Heidelberg Medizin. Ab 1891 war er Mitglied des Corps Hassia Gießen und des Corps Thuringia Jena. Nach dem Staatsexamen ging er als Assistent zu Max Schede in Hamburg und zu Heinrich Curschmann in Leipzig. Dort  habilitierte er sich. 1907 wurde er an die Medizinische Poliklinik der Albert-Ludwigs-Universität Freiburg berufen. Zugleich wurde er mit der Leitung des Hilda-Kinderspitals betraut. 1909 wurde er auf Die Georg-August-Universität Göttingen berief ihn 1909 als Nachfolger von Wilhelm His auf den Lehrstuhl. Dort blieb er zehn Jahre. Rufe der Eberhard Karls Universität Tübingen und der Christian-Albrechts-Universität zu Kiel lehnte er ab. Im Ersten Weltkrieg war er auf fast allen Kriegsschauplätzen beratender Internist. Im April 1919 folgte er dem Ruf der Rheinischen Friedrich-Wilhelms-Universität Bonn. Bestimmend war dabei wohl seine Freundschaft mit dem Physiologen Max Verworn. Verheiratet war Hirsch mit Anni Goerz, einer Nichte von Heinrich Curschmann, durch die er mit der Familie Georg von Siemens in verwandtschaftlichen und freundschaftlichen Beziehungen stand.